# Jane West
Pour les articles homonymes, voir West.
Jane West (née Iliffe en 1758 et morte en 1852), qui publie sous le nom de plume de « Prudentia Homespun » et sous celui de « Mrs West », est une romancière anglaise, ainsi qu'une poétesse, une dramaturge, et un écrivain de manuels de conduite et de brochures destinées à l'éducation. De tendance conservatrice, opposée aux idées de Mary Wollstonecraft, et surtout connue pour ses ouvrages didactiques, elle proclame la pré-éminence de ses devoirs domestiques sur sa carrière littéraire, tout en recherchant le succès en tant qu'écrivain. 

## Biographie
Les parents de Jane West sont Jane et John Iliffe. Elle naît à Londres, bien que la famille déménage à Desborough dans le Northamptonshire quand elle est âgée de onze ans. Selon ce qu'elle en a écrit elle-même, elle s'est éduquée par elle-même, et s'est intéressée à la poésie dès son plus jeune âge. En 1783, elle épouse Thomas West (mort en 1823), un gros fermier du Leicestershire. Elle a trois garçons : Thomas (1783–1843), John (1787–1841), et Edward (1794–1821). En 1800, elle écrit à l'évêque Thomas Percy pour lui demander son patronage, et, tant qu'il vit, elle bénéficie de cette relation, bien que les relations littéraires de Jane West n'aient jamais été bien importantes. Elle entretient cependant une correspondance avec Sarah Trimmer, et elle écrit une série de poèmes en l'honneur des femmes écrivains : Sarah Trimmer, Elizabeth Carter, Charlotte Turner Smith, et Anna Seward.
Ses écrits sont toujours conservateurs et didactiques, bien qu'elle ait recommandé une éducation plus large pour les femmes. Ses œuvres servent de contrepoint à la pensée politique révolutionnaire de l'époque : A Tale of the Times (1799) s'en prend aux idées jacobines ; The Infidel Father (1802) attaque l'athéisme ; et l'un de ses « manuels de conduite », Letters to a Young Lady (Lettre à une jeune dame), fait contrepoids au fameux A Vindication of the Rights of Woman de Mary Wollstonecraft (1792).".
Bien qu'on ait qualifié sa voix de « stridente » (strident), ses écrits sont populaires à l'époque pour leur vertu d'« amélioration du lecteur ».
Letters to a Young Man (1801), par exemple, connait six éditions jusqu'en 1818. Ses poèmes apparaissent dans des journaux et des anthologies, et elle contribue longtemps au Gentleman's Magazine. Ses œuvres dramatiques semblent avoir été moins en accord avec le goût populaire; et ne rencontrent pas le même succès. Si elle affirme considérer ses devoirs domestiques de femme plus importants que ses activités littéraires, déclarant 

« My needle always claims the pre-eminence of my pen. I hate the name of 'rhyming slattern'. 
Mon aiguille réclame toujours d'avoir le pas sur ma plume. Je hais le nom de « traîne-savatte faiseuse de vers », »

 il semble bien qu'elle ait activement recherché le succès en tant qu'écrivain. Elle n'atteint jamais à la haute réputation qu'elle aurait voulu être sienne, cependant, et meurt à quatre-vingt-treize ans avec le sentiment d'être en complet décalage avec les tendances qui se sont alors fait jour.

## Œuvres

### Fiction
- The Advantages of Education, or The History of Maria Williams (publié sous le nom de « Prudentia Homespun », 2 volumes., 1793)
- A Gossip's Story, and a Legendary Tale (publié sous le nom de « Prudentia Homespun », 2 volumes, 1796)
- A Tale of the Times (3 volumes, 1799)
- The Infidel Father (3 volumes, 1802)
- The Refusal (1810)
- The Loyalists: an Historical Novel (1812)
- Alicia de Lacy: an Historical Romance (4 volumes, 1814)
- Ringrove, or, Old Fashioned Notions (1827)
- The Sorrows of Selfishness (conte pour enfant, publié sous le nom de « Prudentia Homespun »)

### « Manuels de conduite » (conduct litterature)
- Letters to a Young Man (3 volumes, 1801)
- Letters to a Young Lady (1806)

### Poésie
- Miscellaneous Poetry, Written at an Early Period of Life (1786)
- The Humours of Brighthelmstone: a Poem (1788)
- Miscellaneous Poems, and a Tragedy [« Edmund »] (York, 1791)
- An Elegy on the Death of the Right Honourable Edmund Burke (1797)
- Poems and Plays (Volumes 1 et 2, 1799 ; 3 et 4, 1805)
- The Mother: a Poem in Five Books (1799)

### Autres œuvres
- Select Translations of the Beauties of Massillon (1812)
- Scriptural Essays Adapted to the Holy Days of the Church of England (2 volumes, 1816)